# Lyncornis temminckii
Lyncornis temminckii là một loài chim trong họ Caprimulgidae.